# Таргелії
Тарге́лії (грец. Θαργήλια) — свято збору урожаю; літнє свято на честь Аполлона й Артеміди, яке проводилося у травні-червні таргеліону. Під час свята приносили жертву (гекатомбу) і співали пеани. Одне з найважливіших свят стародавніх Афін.
Першопочатково припускали, що у жертву приносили або двох чоловіків, або чоловіка і жінку. Згодом, ймовірно, цю традицію скасували. Подробиці повного символічного обряду невідомі.